# Teresa Forcades i Vila

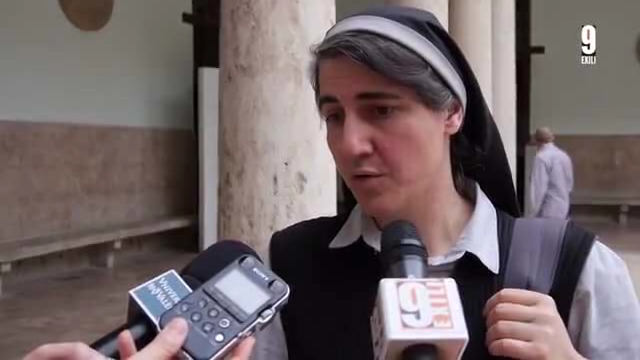
Teresa Forcades i Vila

Teresa Forcades i Vila (* 1966 in Barcelona) ist eine katalanische Ärztin, Theologin und Benediktinerinnen-Nonne. Sie gilt als feministische Theologin und im Bereich des öffentlichen Gesundheitswesens als Kritikerin der Pharmaindustrie. Sie vertritt auch die Verschwörungstheorie, dass man Ebola und Malaria mit MMS heilen kann und die Pharmaindustrie versucht, dieses wirksame und billige Medikament vom Markt zu drängen.

## Biographie
Die im Stadtteil Gràcia von Barcelona geborene Teresa Forcades i Vila studierte Medizin an der Universität Barcelona und spezialisiert sich 1995 in Innerer Medizin an der State University of New York. Danach studierte sie Theologie an der Harvard University und schloss 1997 mit einem Master Divinitas (Master in Theologie) bei Elisabeth Schüssler Fiorenza ab.
Nach ihrer Rückkehr trat sie im September 1997 ins Monestir de Sant Benet de Montserrat in Marganell (im Gemeindeverband Bages) ein. 2004 erhielt sie den Doktor in Gesundheitswissenschaften von der Universität Barcelona. Da sie an einer protestantischen Fakultät Theologie studiert hatte und sich außerdem in feministischer Theologie spezialisiert hatte, wurde ihr Harvard-Studium dort nicht anerkannt. Aus diesem Grunde wurde sie 2005 in Fundamentaltheologie an der theologischen Fakultät von Katalonien, am Institut für Fundamentaltheologie in Sant Cugat noch einmal promoviert.
Teresa Forcades i Vila war von 2009 bis 2011 Vizepräsidentin und anschließend bis 2013 Schatzmeisterin der ESWTR.
Seit 2009 hat sie eine Gastprofessur am Lehrstuhl für Theologie und Geschlechterstudien der Humboldt-Universität in Berlin.

## Feministische Theologie
Ihre Doktorarbeit in Theologie widmete sie dem Personenkonzept. Im Jahr 2005 wurde ihre Abschlussarbeit zur Graduierung über die heilige Dreifaltigkeit (Die Dreifaltigkeit heute) auf Katalanisch publiziert. Außerdem veröffentlichte sie 2007 ein Buch über die Feministische Theologie in der Geschichte.

## Öffentliches Gesundheitswesen
Im Jahre 2006 erschien ihr Buch: Die Verbrechen der großen Pharmafirmen, in dem sie den Missbrauch der großen Pharmaunternehmen anprangert, die ihre wirtschaftliche Macht benutzen, um ihre Interessen über die der öffentlichen Gesundheitspflege zu stellen. Nach Forcades findet die pharmazeutische Forschung in Abhängigkeit vom wirtschaftlichen Erfolg und nicht von der Sterblichkeitsrate bei Krankheiten statt. Darüber hinaus beklagt sie den Missbrauch von Kranken in der Dritten Welt.
Ende September 2009 führte sie in einem auf Spanisch geführten Internet-Video (Glocken für die Schweinegrippe) Fakten auf, die die Gefährlichkeit der Schweinegrippe in Zweifel ziehen. Danach erschienen Interviews mit ihr in weiteren Zeitungen.
Im April 2019 trat sie auf einem Kongress des Colegio Oficial de Enfermería de Barcelona, Jornades Naturals Primavera 2019, auf.

## Werke
- Valors femenins emergents. Barcelona 2003.
- La Trinitat, avui. Barcelona 2005.
- Los crímenes de las grandes compañías farmacéuticas. Barcelona 2006, ISBN 84-9730-139-0 (vielfach übersetzt)
- La teología feminista en la història. Barcelona 2007, ISBN 978-84-935695-4-9.
- Ser persona, avui: estudi del concepte de “persona” en la teologia trinitària clàssica i de la seva relació amb la noció moderna de llibertat. Publicacions de l'Abadia de Montserrat, Barcelona 2011, ISBN 978-84-9883-422-2.
- „Kapitalismus tötet.“ Ein Gespräch mit Teresa Forcades i Vila ... über die Folgen der Austeritätspolitik, in Marx' Gespenster. Hg. Hebbel am Ufer, HAU, Texte zum Programm 12. – 22. November 2015, Beilage zu jungle world, S. 18–21 (aus dem Kroatischen; zuerst Novi list, 9. Mai 2015)